# Cầy mangut vàng
Cầy mangut vàng (tên khoa học: Cynictis penicillata), là một loài động vật có vú trong họ cầy mangut, bộ ăn thịt. Loài này cân nặng 1/2 kg và dài 500 mm. Chúng sinh sống trên các vùng hoang dã, từ bán sa mạc đến đồng cỏ có bụi rậm ở Angola, Botswana, Nam Phi, Namibia, và Zimbabwe.
Cầy mangut vàng là loài ăn thịt, ăn chủ yếu là động vật chân đốt nhưng cũng khác nhỏ động vật có vú, thằn lằn, rắn và trứng các loại.
Chúng sinh hoạt chủ yếu vào ban ngày, mặc dù hoạt động về đêm đã được người quan sát thấy. Chúng sinh sống trong các nhóm lên đến 20 cá thể trong một khu hang ngầm vĩnh viễn, cầy vàng thường sẽ cùng tồn tại với sóc đất Nam Phi hoặc meerkat và chung với đàn thỏ, thêm đường hầm mới và hang khi cần thiết. Hệ thống đường hầm có nhiều lối vào, gần đó mà loài cầy vàng làm nhà vệ sinh của nó.
Các loài săn loài cầy vàng này gồm có các loài chim săn mồi, rắn và chó rừng. Khi sợ hãi, cầy vàng sẽ gầm gừ và tiết ra từ tuyến hậu môn của mình. Nó cũng có thể hét lên, gầm, mặc dù đây là những trường hợp ngoại lệ, do cầy vàng thường im lặng, và thể hiện tâm trạng thông qua chuyển động của đuôi.

## Hình ảnh

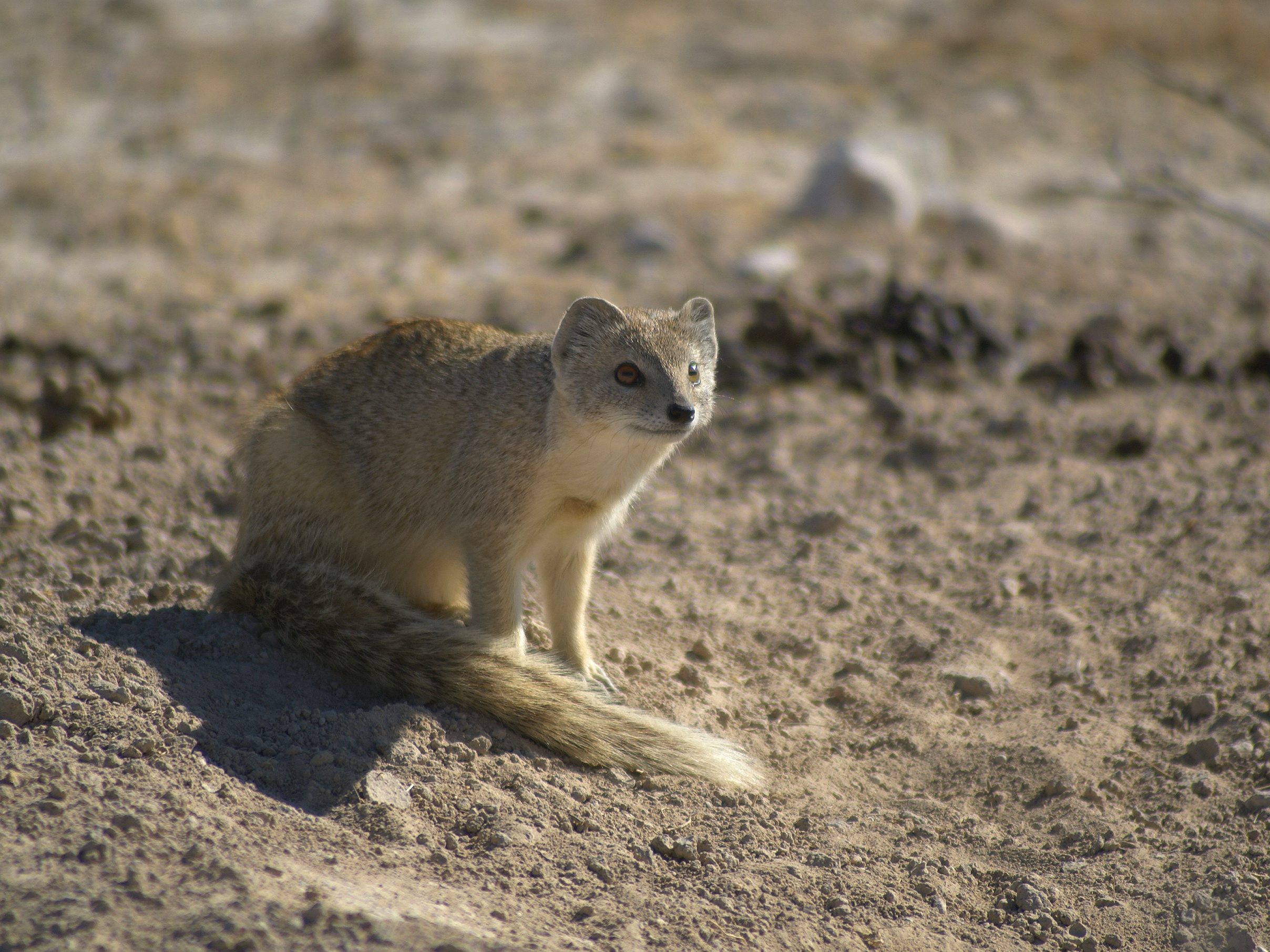
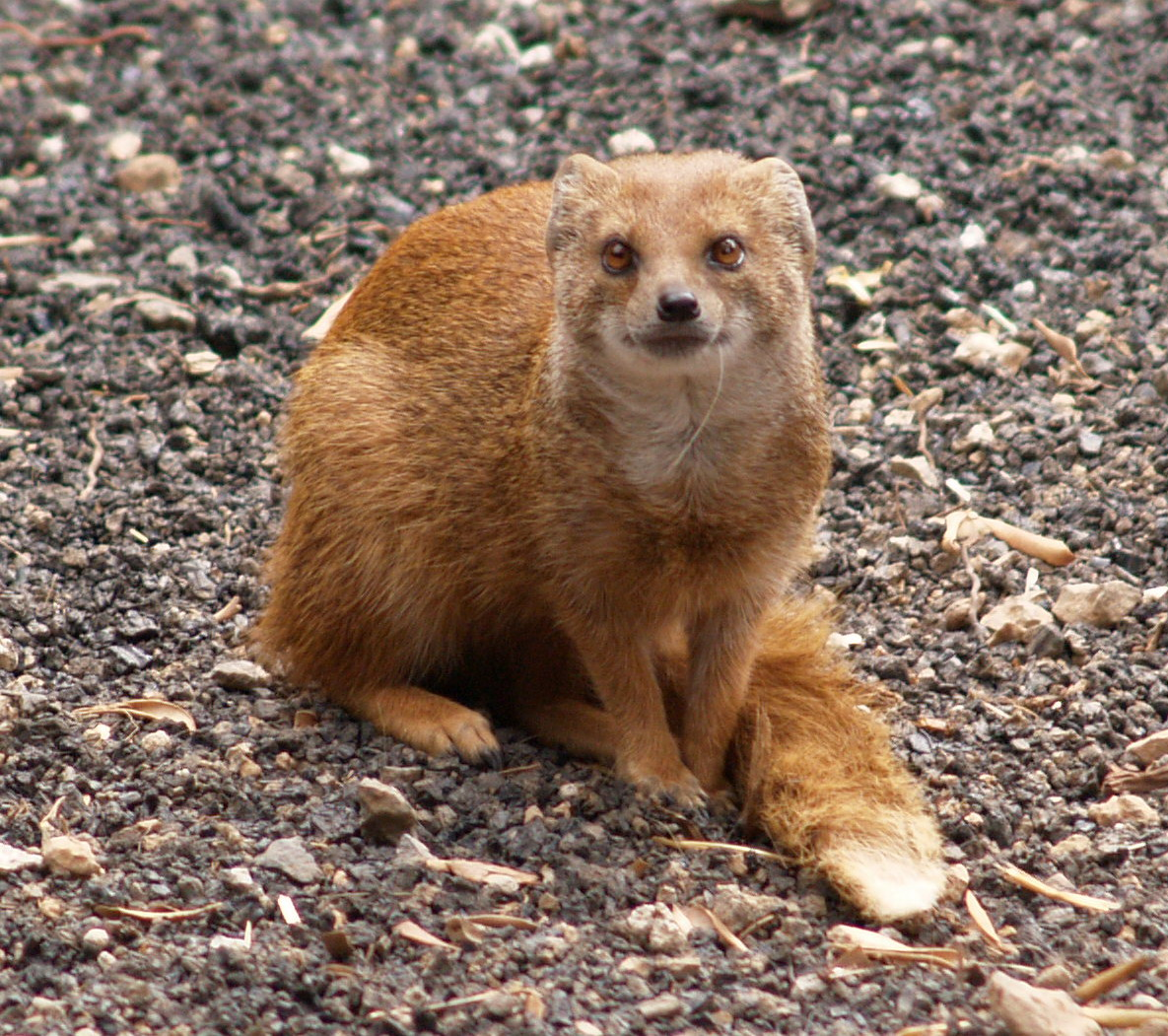
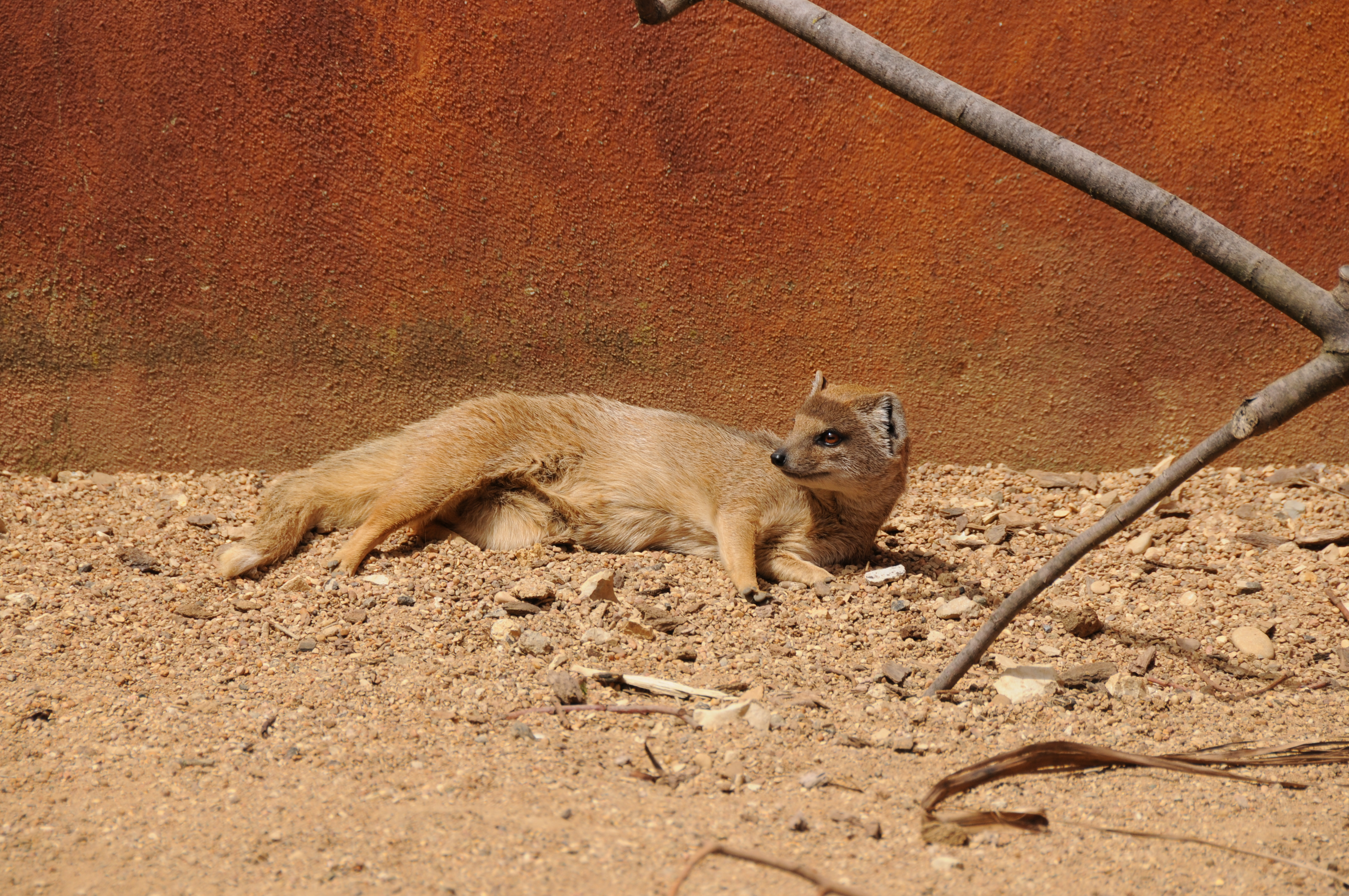
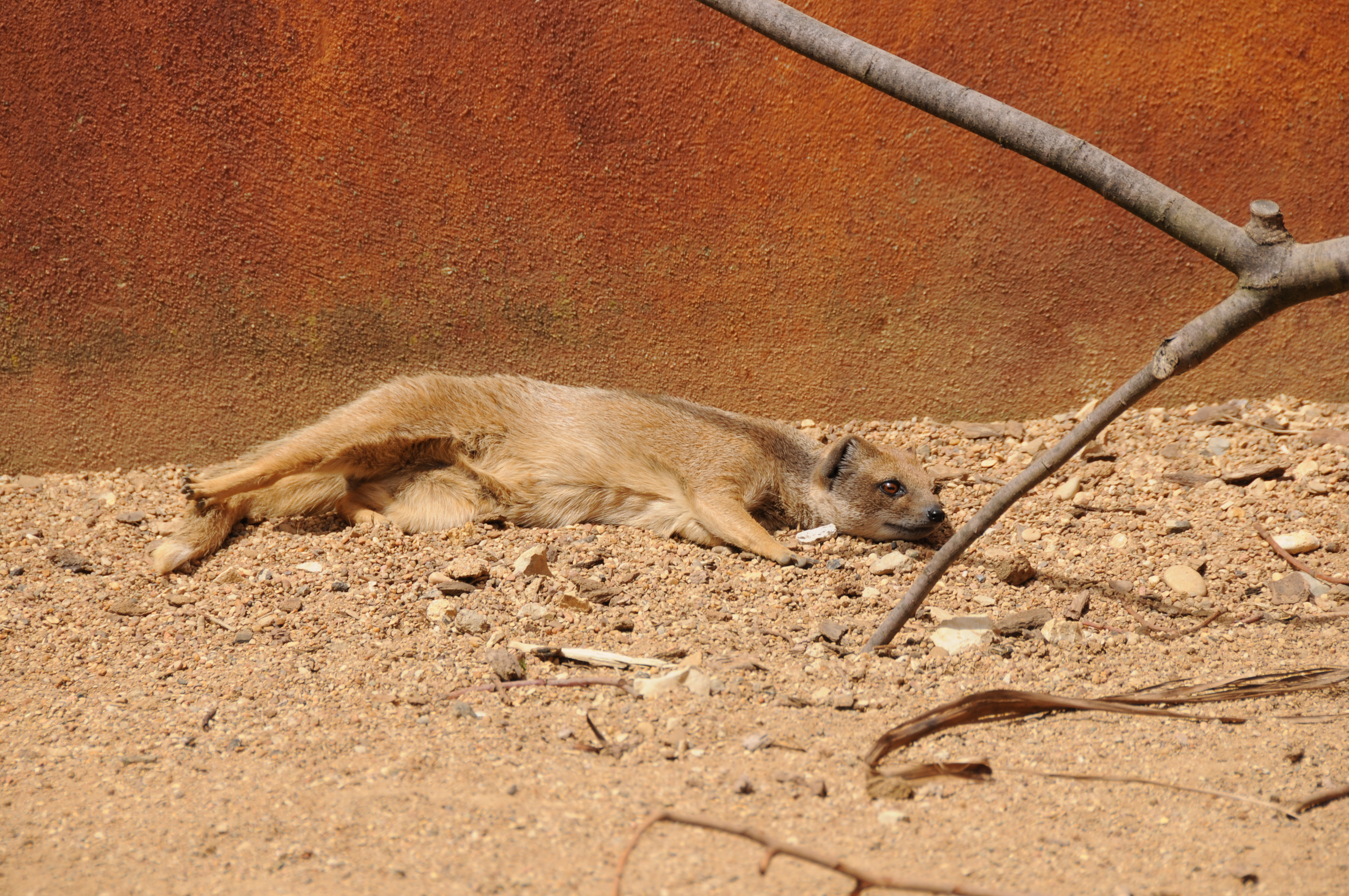